# Estela de Baška
L'estela de Baška (en croat: Bašćanska ploča, pronunciat [bâʃt͡ɕanskaː plɔt͡ʃa]) és un dels primers monuments que conté una inscripció en llengua croata, que data de c. 1100.

## Història
L'estela va ser descoberta pels erudits el 1851 a la pavimentació de l'església de Santa Llúcia (Jurandvor), prop de Baška, a l'illa de Krk.
Des de 1934, l'original s'ha conservat a l'Acadèmia Croata de Ciències i Arts de Zagreb.

## Descripció
L'estela de Baška està feta de pedra calcària blanca. Té 199 cm d'ample, 99,5 cm d'alçada i 7,5-9 cm de gruix. Pesa aproximadament 800 kg.
La inscripció de l'estela commemorativa registra en croat antic (una barreja del dialecte čakavski i eslau) la donació del rei Zvonimir d'un tros de terra a una abadia benedictina a l'època de l'abat Držiha. La segona meitat de la inscripció explica com l'abat Dobrovit va construir l'església juntament amb nou monjos. La inscripció està escrita en alfabet glagolític, que mostra trets de la recensió de la llengua croata de l'eslau eclesiàstic, com per exemple escriure (j)u per (j)ǫ, e per ę, i per y, i utilitzar només un jer (ъ).
Proporciona l'únic exemple de transició de glagolític del tipus búlgar arrodonit a l'alfabet croat angular.

## Contingut
Els erudits que van participar en el desxiframent del text glagolític havien de fer front als reptes paleogràfics, així com al problema de la superfície dañada i desgastada de la pedra. A través d'esforços successius, els continguts es van establir en gran manera abans de la Primera Guerra Mundial, però van continuar sent un tema d'estudi al llarg del segle xx.
El text transliterat, segons Branko Fučić, amb segments restaurats entre claudàtors, és el següent:
| Estela de Baška (c. 1100), descoberta el 1851a l'illa de Krk                                                                                        | Text original en alfabet glagolític | Text original transliterat al alfabet llatí |
| --- | --- | --- |
| · \| Lectura de l'estela de Baška \| \| \| \| Lectura en croat antic utilitzat a l'estela de Baška \| \| \| Problemes de reproducció? Vegeu l'ajuda | ⰰⰸⱏ–––––ⱌⰰⱄⰻⱀⰰ––ⱅⰰⰳⱁⰴⱆⱈⰰⰰⰸⱏ ⱁⱂⰰⱅ–ⰴⱃⱏⰶⰻⱈⱝⱂⰻⱄⰰⱈⱏⱄⰵⱁⰾⰵⰴⰻⱑⱓⰶⰵ ⰴⰰⰸⱏⰲⱏⱀⰻⰿⱃⱏⰽⱃⰰⰾⱏⱈⱃⱏⱝⱅⱏⱄⰽⱏ––– ⰴⱀⰻⱄⰲⱁⱗⰲⱏⱄⰲⰵⱅⱆⱓⰾⱆⱌⰻⱓⰻⱄⰲⰵ–– ⰿⰻⰶⱆⱂⱝⱀⱏⰴⰵⱄⰻ–ⱃⱝⰽⱃⱏⰱⱝⰲⱑⰿⱃⱝ–––ⱏⰲ–– ⱌⱑⱂⱃⰱⱏⱀⰵⰱⰳⰰ–ⱏⱂⱁⱄⰾ–ⰲⰻⱀⱁⰴⰾⱑ––ⰲⰰⰲⱁ ⱅⱁⱌⱑⰴⰰⰻⰶⰵⱅⱉⱀⱁⱃⱒⰵⰽⰾⱏⱀⰻⰻⰱⱁⰻⰱ–ⰰⱀⰾⰰⰻⰳⰵ ⰲⰰⰼⰾⰻⱄⱅ҃ⰻⰻⱄⱅ҃ⰰⱑⰾⱆⱌⰻⱑⰰⱞⱀⱏⰴⰰⰻⰾⰵⱄⰴⱑⰶⰻⰲⰵ ⱅⱏⱞⱉⰾⰻⰸⱝⱀⰵⰱ҃ⱁⰳⰰⰰⰸⱏⱁⱀⱝⱅⱏⰴⰱⱃⱉⰲⱜⱅⱏⰸⱏ ⰴⱝⱈⱏⱌⱃ꙯ⱑⰽⱏⰲⱏⱄⰻⱅⰻⱄⰲⱉⰵⱓⰱⱃⱝⰰⱜⱓⱄⱏⰴⰵⰲ ⰵⱅⰻⱓⰲⱏⰴⱀⰻⰽⱏⱀⰵⰸⰰⰽⱉⱄⱏⱞⱏⱅⱝⱉⰱⰾⰰⰾ ⰰⱓⱋⱝⰳⱉⰲⱏⱄⱆⰽⱏⱃⱝⰻⱀⱆⰻⰱⱑⱎⰵⰲⱏⱅⱏⰾNⱜⱞ ⱜⰽⱆⰾⱝⰲⱏⱉтⱉⱒⱍ–––ⰲⰵт꙯ⱆⱓⰾⱆⱌ꙯ⱜⱓⰲⱏⰵⰾⰻNⱉ | Azъ [vъ ime o]tca i s(i)na [i s](ve)tago duha azъ opat[ъ] Držiha pisahъ se o ledin[n]e juže da. Zъvъnim[i]rъ kralъ hrъvatъskъï [vъ] dni svoję vъ svetuju Luciju i s[vedo]mi županъ Desimra Krъ[ba]vě Mra[tin]ъ vъ l(i)cě Pr(i)bъnebža [s]ъ posl[ъ] Vin[od](o)lě [Ěk](o)vъ v(ъ) Otocě da iže to poreče klъni i bo(g) i bï(=12) ap(osto)la i g(=4) eva(n)j(e)listi i s(ve)taě Luciě am(e)nъ da iže sdě živetъ moli za ne boga azъ opatъ D(o)brovitъ zъdah crěkъvъ siju i svoeju bratiju sъ devetiju vъ dni kъneza kosъmъta obladajućago vъsu Kъrainu i běše vъ tъ dni Mikula vъ Otočъci [sъ S]vetuju Luciju vъ edino |
| Lectura de l'estela de Baška | | |
| | | |
| Lectura en croat antic utilitzat a l'estela de Baška                                                                                                | | |
| | | |

| Text en croat modern | Text en català |
| --- | --- |
| Ja, u ime Oca i Sina i Svetoga Duha. Ja opat Držiha pisah ovo o ledini koju dade Zvonimir, kralj hrvatski u dane svoje svetoj Luciji. Svjedoče mi župan Desimir u Krbavi, Martin u Lici, Piribineg u Vinodolu i Jakov na Otoku. Da tko poreče, nega ga prokune i Bog i 12 apostola i 4 evanđelista i sveta Lucija. Amen. Neka onaj tko ovdje živi, moli za njih Boga. Ja opat Dobrovit zidah crkvu ovu sa svoje devetero braće u dane kneza Kosmata koji je vladao cijelom Krajinom. I bijaše u te dane [župa sv.] Mikula u Otočcu sa [župom] svetom Lucijom zajedno. | En nom del Pare, el Fill i l'Esperit Sant. Jo, l'abat Držiha, escric sobre la terra que Zvonimir, el rei croat, va donar en els seus dies a Santa Llúcia. I els testimonis [eren] župan Desimir de Krbava, Martin (Mratin) de Lika, Pribinezha, clergue de Vinodolska, Jacob (Jakov) de l'illa. Qui negi això, que sigui maleït per Déu i els dotze apòstols i els quatre evangelistes i Santa Llúcia. Amén. Qui visqui aquí, que pregui per ells a Déu. Jo, l'abat Dobrovit, vaig construir aquesta església amb els meus nou germans quan el Príncep Kosmat governava tota la regió. I en aquells dies [la parròquia de San] Nicolau d'Otočac es va unir amb [la parròquia de] Santa Llúcia. |

## Datació
El contingut de l'estela suggereix que va ser inscrita després de la mort del rei Zvonimir el 1089, ja que l'abat Držiha descriu la donació de Zvonimir com un esdeveniment que va passar més enllà en el passat («en els seus dies»).
L'església de Santa Llúcia, que va ser construïda durant el regnat del príncep Kosmat, indica una època abans de la dominació veneciana de Krk a partir de l'any 1116. Això, juntament amb les característiques romàniques de l'església, data l'estela al final del segle xi o principis del segle xii, per tant, c. 1100.
Es resposta al significat de les línies d'obertura, mentre que alguns erudits interpreten els caràcters introductorios simplement com Azъ ("I"), altres creuen que també es van utilitzar lletres per codificar l'any. Tanmateix, no hi ha cap acord sobre la interpretació: s'han proposat les dates 1100, 1077, 1079, 1105 i 1120.

## Importància
El nom «Croàcia» i l'adjectiu «croat» s'esmenten per primera vegada en llengua croata a l'estela.
Tot i que no és el monument amb escriptura glagolítica croata més antic (tauleta de Plomin, tauleta de Valun, la inscripció de Krk, són més antigues i aparegudes al segle xi) i malgrat que no estava escrita en croat vernacle pur, ha estat referit per Stjepan Ivšić com «la joia de la llengua croata» i «el certificat bautismal» de la cultura literària croata.
Compta amb un patró de corda ornamental vagament danyat, l'entrellaçat croata (troplet).
L'estela es representa a l'anvers del bitllet croat de 100 kuna, emès entre 1993 i 2002.